# La hora de la papa
La hora de la papa fue un programa de entretenimiento orientado a la familia producido por Televisa y transmitido por el Canal de las estrellas y Galavisión. El programa presentaba sketches, humor, videos y entrevistas con artistas famosos. Ocupando Espacio en Blanco de Mauricio Barcelata.

## Conductores
El programa fue conducido por Arath de la Torre, Galilea Montijo y Jackie García.

## Productores
Los escritores del programa fueron César González El Pollo y Manuel Rodíguez, quienes previamente trabajaron en El privilegio de mandar y fueron escritores recurrentes en La Hora Pico y La Parodia. Reynaldo López, productor de los previamente mencionados programas, fue el que estuvo a cargo de la producción.

## Trama
El programa usualmente empezaba con Claudio Herrera El Hacker en el segmento llamado Los Videos de la Web, mostrando el contenido de los videos en línea. El primer video presentado fue el mundialmente conocido titulado La caída de Edgar.
En este segmento también se presentó por primera vez en México el video J'en ai marre de la cantante francesa Alizée y que gracias a la transmisión de este video, Alizée se volvió en un fenómeno en México.
Carlos Trejo fue invitado dos veces por semana a hablar de lo paranormal.
El show también invitó artistas musicales a los que se les hacían entrevistas y tenían presentaciones en vivo, como Belinda, Kudai, entre otros.
Existieron juegos como El Rompecabezas y La Papa Caliente.
Gustavo Munguía Paul Yester fue el bromista del programa, contando chistes y haciendo broma a los niños.

## Cancelación
Pocos días antes de su cancelación, Arath de la Torre anunció que el programa podría ser cancelado debido a razones desconocidas. Mucha gente en Internet especuló que fue debido a bajos ratings.
La Hora de la Papa fue sacado del aire el viernes 5 de octubre del 2007, y fue remplazado por La familia P. Luche en México y por Humor es los comediantes y Chiquitibum en EUA.